# 天主教下諾切拉-薩爾諾教區
天主教下諾切拉-薩爾諾教區（拉丁語：Dioecesis Nucerina Paganorum-Sarnensis）是天主教會在義大利的一個教區。屬薩萊諾-坎帕尼亞-阿切爾諾總教區。

## 歷史
下諾切拉教區傳統上被認為成立於1世紀，但更可信的時期是第3世紀。第一位主教是聖普里斯科。1818年6月27日教區被撤銷，1833年12月7日恢復，屬薩萊諾總教區。
薩爾諾教區第一次有文獻記載的主教出現於679年，於1066年重組。1818年6月27日薩爾諾與卡瓦教區聯合。
1972年9月25日卡瓦和薩爾諾教區的聯合結束，薩爾諾和諾切拉德帕加尼教區由同一主教牧養。1986年9月30日兩個教區合併，成立新的教區並易名至今。

## 現況
教區包括薩萊諾省西北部，教座位於下諾切拉。2004年有教友227,000人，佔轄區總人口96.0%。教區下轄五十四個堂區，有127名司鐸。現任教區主教為若瑟·朱迪切。